# Zmajan
Zmajan je nenaseljeni hrvatski jadranski otok. Nalazi se u šibenskom arhipelagu.
Pored ovog, otok ima i ime Orut.

## Zemljopisni položaj
Otok se nalazi južno od otoka Tijata, odnosno, gledano prema sjeveru, naselja Tribunja i Vodica, a sjeverozapadno od Obonjana.

## Stanovništvo
Nenaseljen je.

## Gospodarstvo
Nekad su na njemu bili veliki nasadi vinove loze i maslina, a bilo je ponešto i smokava.

## Vanjske poveznice
- Slike  Arhivirana inačica izvorne stranice od 28. rujna 2007. (Wayback Machine)